# Калверт (Алабама)
Калверт (енгл. Calvert) насељено је место без административног статуса у америчкој савезној држави Алабама.

## Демографија
По попису из 2010. године број становника је 277.
| Група             | 2000.    | 2010.       |
| Белци             | 0 (0,0%) | 146 (52,7%) |
| Афроамериканци    | 0 (0,0%) | 98 (35,4%)  |
| Азијати           | 0 (0,0%) | 0 (0,0%)    |
| Хиспаноамериканци | 0 (0,0%) | 6 (2,2%)    |
| Укупно            | 0        | 277         |